# Melene
Melene (in greco antico: Μέλαιναι?, Mélainai), chiamata anche Celene (in greco antico: Κελαιναί?, Kelainái), era una fortezza dell'Attica situata al confine colla Beozia.
Nella mitologia attica è identificato come il luogo dove Xanto, re di Tebe, combatté contro Melanto e venne ucciso da quest'ultimo.

## Localizzazione
Nell'Ottocento William Martin Leake ipotizzò che le rovine adiacenti al convento di San Melezio siano quelle degli edifici di Melene. Considerato che questo demo fu definito "verdeggiante Melene" (in latino virides Melaenae) da Publio Papinio Stazio, altro elemento che avvalora la teoria di Leake è la presenza sul sito da lui identificato di boschi e di prati coltivati molto rigogliosi per la presenza abbondante d'acqua.

## Statuto
In passato è stato ipotizzato che Melene fosse un demo, dato che è menzionata in un'iscrizione del IV secolo a.C. e Stefano di Bisanzio la nominava come demo della tribù Antiochide. Di recente però John S. Traill ha affermato che Stefano è certamente in errore e che le uniche prove certe della sua esistenza sono due iscrizioni del II secolo, quindi ritiene che fino a quell'epoca Melene fosse parte del demo di Enoe e che solo in quell'epoca possa essere diventato un demo a sé stante.